# Крайнёв, Василий Васильевич
Василий Васильевич Крайнёв (30 декабря 1879  [11 января 1880], Ключищи, Верхнеуслонский район — 9 сентября 1955, Москва) — русский художник и педагог.
Один из учредителей Общества художников московской школы (1917). Неоднократно бывал и работал на Кольском полуострове. Участник многих выставок (ТПХВ, Московского товарищества художников и других). Заслуженный деятель искусств РСФСР (1954).

## Биография
Учился в Казанской художественной школе (1900-07), Московском училище живописи, ваяния, зодчества (1909-15) у Васнецова А. М., Коровина К. А.
С начала 1900-х годов — преподаватель графики Казанской женской гимназии.
С 1930-х годов — преподаватель изостудии Центросоюза и промкооперации.
С конца 1940-х годов, будучи практически парализованным, писал картины по памяти.
Похоронен на Введенском кладбище (10 уч.).
Именем Крайнёва названо судно «Художник Крайнев».

## Труды
В. В. Крайнёв — автор работ в жанре маринистики и пейзажа. Значительное число его произведений посвящено Северу, в том числе Кольскому краю: «Чёрное озеро в сумрачный день», «Горное озеро», «Зима в лесу», «Сосны осенью», «Оленьи острова», «Медвежья гора», «Река Кумса», «Гора Варика. Ночь», «Гора Вестник», «Баренцево море», «Тундра», «Северная река», «Север», «Озеро Большой Вуд-Явр» и другие.
Картины Крайнёва хранятся в Государственной Третьяковской галерее, Государственносм Русском музее, в Саратовском, Севастопольском, Челябинском музеях и галереях, а также других коллекциях.